# Анетол
Анетол (п-метоксипропенілбензол, ізоестрагол) C10H12O  — ароматичний ефір, похідне фенілпропену, що часто зустрічається в ефірних оліях. Належить до класу фенілпропаноїдних органічних сполук.

## Властивості

Цис- та транс-анетол

Анетол має два ізомери (цис- і транс-). Найбільше значення має природний транс-анетол . Транс-анетол - рідина, що має запах анісу і солодкий смак.
- Гранична концентрація запаху 2,00 × 10−8  г/л

Транс-анетол розчиняється в етанолі, діетиловому ефірі та погано розчиняється у воді, пропіленгліколі, гліцерині .

## Властивостіцис-анетолу
Цис-анетол має пекучий смак і різкий неприємний запах. Приблизно в 20 разів токсичніше транс-анетолу. При нагріванні з деякими каталізаторами перетворюється на трансізомер .
Незважаючи на таку високу токсичність, смертельну дозу можна порівняти з парацетамолом і кухонною сіллю  . Цис-анетол у великій кількості (більше 90%  ) міститься в тайському базиліці, який вживають в їжу в кухні південно-східної Азії  .

## Знаходження у природі та отримання
Анетол є компонентом ефірних олій таких як: анісова, фенхелева та інші).
Трансанетол виділяють з ефірних олій вакуум-ректифікацією з подальшим виморожуванням. Синтетичні способи отримання полягають в ізомеризації метилхавікола п-CH3OC6H4 -CH2CH=CH 2 (міститься в сульфатному скипидарі) дією спиртового розчину гідроксиду калію; а також із анізолу багатостадійним синтезом.

## Застосування
Транс-анетол використовується як запашна речовина для косметичних засобів та як сировина для отримання анісового альдегіду або як вихідна речовина у синтезі синестролу .

## Біологічна активність

### Антимікробні властивості
Анетолу властиві потужні антисиптечні властивості проти бактерій, дріжджів і грибків  . Анетол має антигельмінтну дію на яйця та личинки шлунково-кишкової нематоди овець  . Анетол також має нематоцидну активність проти рослинної нематоди Meloidogyne javanica in vitro і огірків  .

### Інсектицидна активність
Деякі ефірні олії, що складаються в основному з анетолу, мають інсектицидну дію проти личинок комарів Ochlerotatus caspius  та Aedes aegypti  . Аналогічним чином сам анетол ефективний проти грибкового комара Lycoriella ingenua (Sciaridae)  та пліснявого кліщаTyrophagus putrescentiae  .
Крім пестициду від комах, анетол є ефективним репелентом проти комарів  .

### Естроген та пролактин
Анетол має естрогенну активність  . Було виявлено, що він значно збільшує вагу матки у статевозрілих самок щурів  . Було виявлено, що фенхель, що містить анетол, лактує у тварин. Анетол має структурну подібність до катехоламінів, таких як дофамін, і може витісняти дофамін з його рецепторів і тим самим розгальмовувати секрецію пролактину, що, у свою чергу, може бути відповідальним за ефекти лактогону .